# Pseudatemelia langohri
Pseudatemelia langohri is een vlinder uit de familie zaksikkelmotten (Lypusidae). De wetenschappelijke naam is voor het eerst geldig gepubliceerd in 1990 door E. Palm.
De soort komt voor in Europa.